# Правильный тетраэдр
Тетраэдр называется правильным, если все его грани — равносторонние треугольники.
У правильного тетраэдра все двугранные углы при рёбрах и все трёхгранные углы при вершинах равны.

## Свойства правильного тетраэдра

Самодвойственность правильного тетраэдра.

- Каждая его вершина является вершиной трех равносторонних треугольников. А значит, сумма плоских углов при каждой вершине будет равна {\displaystyle \pi }.
- В правильный тетраэдр можно вписать октаэдр, притом четыре из восьми граней октаэдра будут совмещены с серединными треугольниками четырёх граней тетраэдра, а все шесть вершин октаэдра будут совмещены с центрами шести рёбер тетраэдра.
  - Правильный тетраэдр с ребром {\displaystyle x} состоит из одного вписанного октаэдра (в центре) с ребром {\displaystyle {\frac {x}{2}}} и четырёх тетраэдров (по вершинам) с ребром {\displaystyle {\frac {x}{2}}}.
- Правильный тетраэдр можно вписать в куб, притом четыре вершины тетраэдра будут совмещены с четырьмя вершинами куба, а все шесть рёбер тетраэдра будут совмещены с диагоналями граней куба.

- Объём правильного тетраэдра равен {\displaystyle V={\frac {\sqrt {2}}{12}}a^{3}}[1]
- Площадь поверхности равна {\displaystyle {\sqrt {3}}a^{2}}[1]
- Радиус вписанной сферы равен {\displaystyle {\frac {\sqrt {6}}{12}}a}[1]
- Радиус описанной сферы равен {\displaystyle {\frac {\sqrt {6}}{4}}a}[1]
- Радиус полувписанной сферы равен {\displaystyle {\frac {\sqrt {2}}{4}}a}[1]
- Высота правильного тетраэдра равна {\displaystyle {\frac {\sqrt {6}}{3}}a} = радиус вписанной сферы + радиус описанной сферы = {\displaystyle {\frac {\sqrt {6}}{12}}a+{\frac {\sqrt {6}}{4}}a}
- Угол между двумя гранями равен {\displaystyle \arccos {\frac {1}{3}}\approx 70{,}53^{\circ }}

## Интересные факты
Точки в серединах граней правильного тетраэдра являются вершинами правильного тетраэдра.
Соотношения:
- рёбер и высот правильных тетраэдров, радиусов переписанных, описанных и писанных сфер соответственно равны {\displaystyle {\frac {1}{3}}};
- площадей поверхности равно {\displaystyle {\frac {1}{9}}};
- объёмов равно {\displaystyle {\frac {1}{27}}}.